# Josef Lund (politiker)
Carl Josef Lund, född 16 maj 1864 i Stockholm, död 8 november 1932 i Storkyrkoförsamlingen, Stockholm, var en svensk skräddare och kommunalpolitiker.
Josef Lund var son till skräddarmästaren Carl Lund, innehavare av skrädderifirman Lund & Ekholm. Föräldrarna var baptister men som vuxen övergick Josef Lund till Svenska kyrkan. Efter mogenhetsexamen vid Stockholms realläroverk 1884 blev han skräddarlärling hos fadern och praktiserade därefter i USA, Tyskland och Frankrike 1886–1889. Han fick där möjlighet att studera den framväxande klädkonfektionen och utvecklade skrädderiets utbud av färdigsydda kläder och började även tillverka sådana efter måttbeställningar då han återkom till Sverige. Då fadern avled 1895 blev Lund innehavare av skrädderifirman Lund & Ekholm. Då bolaget 1924 ombildades till aktiebolag blev Josef Lund ledamot av styrelsen för bolaget. Ledningen av skrädderifirman övertogs 1929 av sonen Victor Lund.
Josef Lund var även ledamot av styrelsen för Stockholms skrädderiidkareförening 1896–1913 varav 1901–1903 som vice ordförande och 1904–1906 som ordförande, ledamot av styrelsen Sveriges skräddaremästares centralförening 1896–1910 varav 1897–1908 som sekreterare.
Lund var även ledamot av Stockholms stadsfullmäktige 1905–1930, ledamot av kafékommittén 1907–1911, ledamot av löneregleringskommittén 1908–1909, ledamot av Storkyrkoförsamlingens skolråd 1909–1926 varav 1920–1926 som vice ordförande, ledamot av folkskoleöverstyrelsen 1910–1913, och av folkskoledirektionen 1914–1915, ledamot av lönenämnden 1911–1921 varav 1916 och 1919–1920 som ordförande samt ledamot av Storkyrkoförsamlingens kyrkofullmäktige 1912–1914. Han var även ledamot av styrelsen för Stockholms borgarskola 1913–1932, ledamot av styrelsen för AB Stockholmssystemet 1915–1921, ledamot av utskänkningskommittén 1915–1932 varav 1916–1927 som ordförande, vice ordförande i Stockholms stads hantverksförening 1919–1932, ledamot av tjänstemannanämnden 1921–1932, redaktör för Svensk skrädderitidning 1924–1926, ledamot av styrelsen för Stockholms spårvägar 1924–1932 och ledamot av stadskollegiet 1925–1927.
Josef Lund är begravd på Norra begravningsplatsen utanför Stockholm.